# 3.ª Escuadrilla Aeronaval de Helicópteros
La 3.ª Escuadrilla Aeronaval de Helicópteros (EAH3) fue una unidad táctica de la Aviación Naval de la Armada Argentina con asiento en la Base Aeronaval Comandante Espora y dependencia orgánica de la Fuerza Aeronaval N.º 2.

## Historia
El 15 de marzo de 2000 la Armada Argentina creó la 3.ª Escuadrilla Aeronaval de Helicópteros con un lote de siete helicópteros Bell UH-1H Iroquois adquiridos en los Estados Unidos. La nueva unidad formaba parte de la Escuadra Aeronaval N.º 3, Fuerza Aeronaval N.º 2; y estaba destinada en la Base Aeronaval Comandante Espora para proporcionar apoyo a la Infantería de Marina. El Centro Naval donó la bandera de guerra a la unidad.
El 15 de marzo de 2007, un Iroquois se precipitó a tierra en el Aeropuerto Gobernador Edgardo Castello, Viedma. Infantes de marina resultaron heridos.
En el año 2007 la Escuadrilla segregó al UH-1H matrícula 3-H-305 y lo transfirió al Museo de la Aviación Naval (MUAN).
La Armada disolvió la Escuadrilla el 7 de febrero de 2008; en 2010 se transfirieron los helicópteros al Ejército Argentino.